# Silvio Devoto
Silvio Antonio Devoto Passano (20 de mayo de 1937 - 30 de marzo de 2020), fue un periodista hípico, empresario y dirigente deportivo ecuatoriano que ocupó la presidencia del Barcelona S.C.

## Biografía
En 1974 fue presidente de Barcelona y miembro del tribunal electoral del mismo club en 2015, también fue vicepresidente de la Asociación de Fútbol del Guayas.  
Su trabajo periodístico comenzó en el Diario La Razón y al momento de su muerte se desempeñaba en el Diario El Expreso en donde realizaba las proyecciones y los resultados semanales de las carreras de caballo.

## Muerte
Falleció el 30 de marzo de 2020 a la edad de 82 años, debido a un infarto cardíaco. La noticia se dio a conocer en las noticias de toda la prensa nacional, el club Barcelona publicó sus condolencias mediante Twitter.